# George Peppard
George Peppard (Detroit, 1 de octubre de 1928-Los Ángeles, 8 de mayo de 1994) fue un actor de cine y televisión estadounidense.

## Biografía
George Peppard Jr. nació el 1 de octubre de 1928 en Detroit, Míchigan, hijo del contratista de obras George Peppard y la cantante de ópera Vernelle Rohrer.
Después de acabar el instituto hizo el servicio militar en la artillería naval. Peppard se alistó en el Cuerpo de Marines de los Estados Unidos en julio de 1946, alcanzando el rango de cabo. Empezó sus estudios de ingeniería civil en la Universidad de Purdue, posiblemente con la intención de trabajar en la empresa familiar. 
Alternó sus estudios con trabajos de taxista, empleado de un banco y mecánico de motos. Luego se trasladó al Carnegie Institute of Technology, en Pittsburgh, Pensilvania, donde recibió su licenciatura en 1955.
Se matriculó en Bellas Artes de la Universidad Carnegie Mellon el mismo año que falleció su padre, que dejó un proyecto de construcción inacabado que acabó George.
Después de sus estudios universitarios, estudió en la escuela de interpretación Actor's Studio de Nueva York.

### Carrera artística
Terminada su formación comenzó a trabajar en películas de televisión y en el teatro. Su primera aparición en televisión fue en 1956 con The United States Steel Hour, acompañado de un joven llamado Paul Newman. Unos años más tarde interpretaría la obra The Pleasure of His Company lo que le daría un contrato con la MGM. Su primera película para el cine la hizo en 1957, en la que repetía un papel que ya había interpretado en Broadway. 
Su popularidad fue en aumento en sus siguientes películas, sobre todo cuando intervino en Con él llegó el escándalo (1960) junto a Robert Mitchum, Eleanor Parker y George Hamilton; y alcanzó su cúspide gracias a Breakfast at Tiffany's (Desayuno con diamantes, 1961) junto a Audrey Hepburn. Sus siguientes películas también tuvieron éxito, especialmente Los insaciables (1964), coprotagonizada por Alan Ladd y Tobruk en 1967. 
Sin embargo, su carrera empezó a decaer debido a su alcoholismo y a que tenía una personalidad difícil. Comenzó a ser menos solicitado por los productores y los estudios, de forma que tuvo que intervenir en películas de menor interés. La serie de televisión Banacek (1972-1973) lo reconvirtió por un tiempo en un actor admirado, pero su carrera cinematográfica continuó decayendo. En 1978 debutó como director con Five Days From Home, película que tuvo una buena acogida. No obstante, Peppard no se mostró interesado en repetir la experiencia. Se dedicó principalmente a las películas y series de televisión al ver que su carrera filmográfica estaba acabándose.
Consiguió una vez más un considerable éxito con la serie The A-Team (llamada El equipo A en España y Los Magníficos o Brigada A en Hispanoamérica) junto a Mr. T, Dirk Benedict y Dwight Schultz, producción que lo hizo muy popular en todos los países que la emitieron. De ella se grabaron cinco temporadas en el periodo 1983-87, con un total de 98 episodios.
Debido a que era un gran fumador, a Peppard le fue diagnosticado un cáncer de pulmón en 1992, aunque eso no le impediría seguir actuando, habiendo completado el episodio piloto para una nueva serie que se preparaba.

## Vida privada
Casado en cinco ocasiones, tuvo tres hijos -dos del primer matrimonio y uno del segundo. Una de sus esposas fue Elizabeth Ashley, a la que conoció en Los insaciables.
Fumador empedernido y dado a la bebida, pasó sus últimos años en rehabilitación con otros alcohólicos para su recuperación. Enfermó cerca de los 60 años de vida de un cáncer de pulmón que le obligó a retirarse del mundo del espectáculo y que le causó la muerte —concretamente de complicaciones surgidas en el tratamiento de dicha enfermedad— a los 65 años. El 8 de mayo de 1994, Peppard murió en Los Ángeles, California debido a complicaciones respiratorias, dos días después de ser ingresado en el hospital.

## Filmografía
- The Tigress (1992)
- Night of the Fox (1990)
- Ultra Warrior (1990)
- Laberinto en la ciudad de los Ángeles  (1988)
- El equipo A (1983-87)
- Jugando con la muerte (1982)
- Race for the Yankee Zephyr (1981)
- Your Ticket Is No Longer Valid (1981)
- Battle Beyond the Stars[nota 1] (1980)
- From Hell to Victory (1979)
- Five Days from Home (1979)
- Doctors' Hospital (1975-76)
- Mid-Air Crash (TV) (1975)
- Newman's Law (1974)
- Callejón infernal*Damnation Alley (1977) (1973))
- Banacek (TV) (1972-74)
- The Groundstar Conspiracy (1972)
- One More Train to Rob (1971)
- Cannons for Cordoba (1970)
- The Executioner (1970)
- Pendulum (1969)
- Castillo de naipes (1968)
- What's So Bad About Feeling Good? (1968)
- P.J. (1968)
- Rough Night in Jericho (1967)
- Tobruk (1967)
- The Blue Max (1966)
- The Third Day (1965)
- Operación Crossbow (1965)
- Los insaciables (1964)
- The Victors (1963)
- La conquista del Oeste (1962)
- Breakfast at Tiffany's (1961)
- The Subterraneans (1960)
- Con él llegó el escándalo (1960)
- Pork Chop Hill (1959)
- The Strange One (1957)

## Televisión
- Kraft Television Theatre (1956-1957, Peppard aparece en los episodios The Long Flight y Flying Object at Three O'Clock High)
- Alfred Hitchcock Presents (1957, en el papel de Evan Wallace, episodio The Diplomatic Corpse)
- Banacek (1972-1974, en el papel del investigador Thomas Banacek)
- The A-Team (1983-1987, en el papel de Col. John "Hannibal" Smith)